# Mathilde Kralik
Mathilde Aloisia Kralik von Meyrswalden (ur. 3 grudnia 1857 w Linzu, zm. 8 marca 1944 w Wiedniu) – austriacka kompozytorka i pianistka okresu późnego romantyzmu.

## Życiorys
Pochodziła z bogatej i umuzykalnionej rodziny. Jej ojciec, czeski przemysłowiec, który otrzymał tytuł szlachecki od cesarza Franciszka Józefa, był zapalonym skrzypkiem amatorem. Jej matka grała amatorsko na fortepianie. Mathilde, razem z czterema braćmi, od dzieciństwa brała udział w rodzinnym, domowym muzykowaniu . W 1870 razem z rodziną przeprowadziła się do Wiednia. W latach 1876–1877 uczyła się prywatnie u Juliusa Epsteina (fortepian) i Antona Brucknera (kontrapunkt). Następnie w latach 1877–1879 studiowała w Konserwatorium Wiedeńskim w klasie kompozycji Franza Krenna. Kontynuowała też naukę u Brucknera, który pomagał jej zwłaszcza w rozwijaniu jej zdolności kompozytorskich w zakresie pieśni chóralnych . Studia ukończyła z wyróżnieniem.
W krótkim czasie zyskała reputację pianistki i kompozytorki o szczególnych umiejętnościach. Razem z bratem Richardem, wybitnym poetą, regularnie organizowała „salony muzyczne i literackie”, które przyciągały inteligencję i elitę artystyczną Wiednia. Odgrywała znaczącą rolę także w wiedeńskim życiu koncertowym. Jej trzyaktowa opera baśniowa Blume und Weißblume (z librettem Richarda) cieszyła się w Austrii sporym powodzeniem . Także jej pieśni, komponowane w większości do poezji jej brata oraz utwory instrumentalne były w owym czasie bardzo popularne . 
Twórczość Kralik obejmuje trzy opery, melodramaty, oratorium, kantaty i liczne pieśni (świeckie i religijne), ballady, a także muzykę instrumentalną, w tym symfonię, sonatę, utwory fortepianowe i kameralne . 
Była honorowym prezesem Wiedeńskiego Stowarzyszenia Chórów Kobiecych, członkiem Vienna Bachgemeinde i udzielała się w Austriackim Związku Kompozytorów oraz Stowarzyszeniu Pisarzy i Artystów Wiednia. Jej światopogląd kształtował katolicyzm i lojalność wobec cesarza Austrii. Chociaż była niezależną finansowo artystką żyjącą w niejawnym związku z kobietą, na zewnątrz reprezentowała konserwatywne wartości.